# Nepenthes fractiflexa
Nepenthes fractiflexa — вид квіткових рослин родини непентесових (Nepenthaceae). Описаний у 2020 році.

## Поширення
Ендемік острова Калімантан. Поширений в індонезійській частині острова та малайзійському штаті Саравак. Росте і наземно і як епіфіт у гірських лісах на висоті 1400—2150 м над рівнем моря.